# I'll Never Stop
I'll Never Stop is een single van de Amerikaanse boyband *NSYNC uit 2000. Het stond in hetzelfde jaar als negende track op het album No Strings Attached, waar het de tweede single van was na Bye Bye Bye.

## Achtergrond
I'll Never Stop is geschreven door Kristian Lundin, Max Martin en Alexander Kronlund en geproduceerd door Kristian Lundin. Het is een popnummer waarin wordt gezongen dat de liedverteller nooit zal stoppen met proberen een vrouw te versieren totdat zij de zijne is. 

## Hitnoteringen
Het lied was een bescheiden hit in verschillende Europese landen. De hoogste piekpositie was in het Verenigd Koninkrijk, waar het kwam tot de dertiende plek en het zes weken in de lijst stond. In de Nederlandse Top 40 piekte het een plekje lager en stond het ook een weekje korter in de lijst. In Zweden reikte het tot de twintigste plaats met tien weken een notering in de lijst, in Duitsland tot de 23e plek met negen weken en in de Nederlandse Mega Top 100 tot de 28e plek met een noteringsduur van tien weken. In Zwitserland stond het maar liefst dertien weken in de hitlijst en was de 31e plek de piekpositie. In België waren er enkele lage noteringen; de 44e plek in de Vlaamse Ultratop 50 en de zeer bescheiden zeventiende plek in de Waalse Ultratip 100.